# عزبة الدرويش
قرية عزبة الدرويش هي إحدى القرى التابعة لمركز دمنهور في محافظة البحيرة في جمهورية مصر العربية. حسب إحصاءات سنة 2006، بلغ إجمالي السكان في عزبة الدرويش 1335 نسمة، منهم 704 رجل و631 امرأة.